# CIA
La Central Intelligence Agency (in acronimo CIA (AFI: /ˈt͡ʃia/; in inglese /ˌsiːʌɪˈeɪ/), è un'agenzia di intelligence civile del governo federale degli Stati Uniti d'America, facente parte della United States Intelligence Community. Creata nel 1947, rivolge le sue attività principalmente all'estero.
Quando venne creata, aveva la funzione di creare una struttura di studio e analisi delle informazioni riguardanti la politica estera, successivamente il ruolo e le funzioni si sono evolute e variegate; ad esempio in origine il direttore della CIA, oltre che guidare tale agenzia, aveva il ruolo di responsabile di tutti gli apparati d'intelligence degli Stati Uniti; a seguito degli attentati dell'11 settembre 2001 l'agenzia ha notevolmente aumentato le sue funzioni e capacità. Nel 2013 il Washington Post ha pubblicato un'inchiesta giornalistica nella quale si riportava che nell'anno fiscale 2011 la CIA gestiva il budget più elevato fra tutte le agenzie d'intelligence statunitensi.
Nel quadro di questo aumento delle sue funzioni, la CIA ha aumentato il numero delle sue operazioni clandestine, incluse quelle di natura paramilitare, mentre l'Information Operations Center (IOC) ha spostato la sua attenzione dalle operazioni di antiterrorismo, verso operazioni offensive di servizi segreti cibernetici. Nonostante abbia ottenuto risultati come la localizzazione e l'uccisione di Osama bin Laden (operazione NEPTUNE SPEAR), la CIA ha gravi responsabilità avendo condotto programmi controversi come le extraordinary rendition e impiegando «tecniche di interrogatorio» delle proprie fonti anche attraverso l'utilizzo della tortura. Inoltre la CIA ha attuato svariati interventi illegali in territorio estero atti a favorire gli interessi degli USA, e organizzando pesanti ingerenze nella politica di altri stati sovrani, come nel caso dell'Operazione Condor. Ha la propria base principale nel George Bush Center for Intelligence in Langley (Virginia).

## Storia

### La seconda guerra mondiale, l'Office of Strategic Services e la creazione

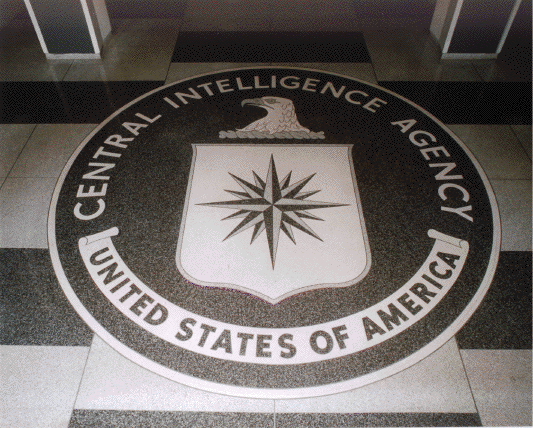
Emblema presente sul pavimento della sede dell'Agenzia

Dopo lo scioglimento dell'Office of Strategic Services nel settembre del 1945, William Joseph Donovan, il principale ispiratore del servizio, già nel 1944 aveva inviato una proposta al presidente Franklin Delano Roosevelt per chiedere la formazione di una nuova organizzazione con la supervisione diretta da parte del presidente. Nonostante la forte opposizione dei militari, del Dipartimento di Stato e dell'FBI, nel gennaio del 1946 Truman fondò il Central Intelligence Group (CIG) e col National Security Act del 1947, vennero istituiti sia il National Security Council (NSC) che la CIA, quest'ultima con sede a Washington.

### IlCentral Intelligence Agency Act
Nel 1949, viene approvato il Central Intelligence Agency Act, che consente agli agenti di usare informazioni riservate nonché di essere esenti dalla maggior parte delle limitazioni sull'utilizzo di fondi federale. L'atto esenta anche la CIA dall'obbligo di rivelare "l'organizzazione, le funzioni, i funzionari, le cariche, i salari e il numero di personale impiegato". Viene inoltre creato un programma chiamato "PL-110" per trattare con i disertori o "stranieri essenziali" al di là delle normali procedure d'immigrazione, in modo tale da poter offrire loro copertura e sostegno economico.
Durante i primi anni della sua esistenza, gli altri rami del governo non hanno esercitato molto controllo sulla CIA. Ció viene spesso giustificato a causa della competizione con il KGB nel corso della guerra fredda, un compito che, secondo molti, richiedeva la possibilità di operare anche al di fuori del quadro giuridico nazionale ed internazionale. Come risultato, lo scarso controllo governativo sulle attività dell'agenzia portò quest'ultima, soprattutto durante gli anni della direzione di Allen Welsh Dulles, ad agire con una certa disinvoltura e spregiudicatezza.

### Gli anni '60, la guerra del Vietnam, i piani per l'invasione di Cuba e l'operazione CHAOS
A partire dal 1961 l'agenzia inizió a trasferire tutti i propri uffici da Washington nella nuova sede in Langley (Virginia). Durante gli anni 1960 l'agenzia fu impegnata nel contenimento dell'influenza politica della rivoluzione cubana in America centrale e meridionale (operazione 40), nella guerra del Vietnam (Phoenix Program, Operazione 34A) nonché in attività tese allo scopo di raccogliere informazioni su cittadini americani appartenenti a movimenti pacifisti e legami di questi ultimi con movimenti omologhi stranieri (Operazione CHAOS). La CIA mise a punto in piano per destabilizzare il governo cubano di Fidel Castro (Operazione Mongoose), per ottenere il sostegno dell'opinione pubblica statunitense per giustificare un intervento militare in Cuba (Operazione Northwoods) ed infine invadere l'isola che però venne abbandonato dopo il fallimento delle fasi iniziali con l'invasione della Baia dei Porci.

### Gli anni '70 e '80, lo scandalo Watergate, le operazioni internazionali e le inchieste
A partire dagli anni 1970 l'agenzia governativa e aumentò i teatri operativi nei vari Stati del mondo, come nel caso dell'Operazione condor, ma l'evento più famoso del decennio fu il coinvolgimento nello scandalo Watergate; infatti peggiorare la reputazione dell'agenzia furono il coinvolgimento di ex agenti CIA nello scandalo e i successivi tentativi del presidente Richard Nixon di usare sempre la CIA per fermare le investigazioni sul caso. In una conversazione registrata tra Nixon ed il capo del di lui staff Harry Robbins Haldeman - che costrinse il Presidente alle dimissioni per evitare l'
impeachment - il Presidente avrebbe inoltre dichiarato che ulteriori investigazioni sul Watergate avrebbero "scoperto lo scheletro nell'armadio" riguardo alle operazioni nella Baia dei Porci.
Poco dopo lo scandalo, nel 1973 il vice direttore James R. Schlesinger aveva commissionato una serie di rapporti sull'attività della CIA. Questi rapporti, noti informalmente come "i gioielli di famiglia", furono trattenuti in seno all'agenzia dal direttore William Colby fino a quando un articolo di Seymour Hersh sul New York Times nel dicembre del 1974 rivelò la notizia che l'agenzia era stata coinvolta nell'assassinio di leader stranieri e aveva numerosi dossiers su cittadini americani. Nel 1975 il presidente Gerald Ford creó la Commissione presidenziale sulle attività della CIA negli Stati Uniti; anche il Congresso degli Stati Uniti istituì ulteriori organismi di indagine - tra le più famose vi furono la Commissione Church e la commissione presieduta da Otis Pike - e indagó quindi sulla CIA giungendo a nuove conclusioni.
 Inoltre il divieto sullo spionaggio interno, proibito dallo statuto della CIA, fu rafforzato affidando la sola responsabilità d'investigazione sui cittadini statunitensi all'FBI. Nonostante questo l'agenzia intrvenne nella guerra civile in Angola con l'invio di alcuni milioni di dollari, armi ed anche 
mercenari a sostegno del FNLA, del MPLA e delle forze antucomuniste; verso la fine degli anni 1970 poi venne pubblicamente rivelato un programma dell'agenzia, denominato progetto MKULTRA con la progressiva desecretazione di atti e documenti relativi. Negli anni '80 ebbe un ruolo di primo piano nel finanziamento dei contras durante la guerra civile in Nicaragua e nel sostegno ai mujaheddin durante la guerra in Afghanistan.

### Gli anni 2000 e il CIA-gate
Nel 2003 scoppia lo scandalo CIA-gate, che coinvolge alcuni funzionari del governo di George Bush colpevoli di aver rivelato notizie riservate sull'agente in copertura Valerie Plame. Nel giugno 2007 Lewis Libby, all'epoca dei fatti capo di Gabinetto di Dick Cheney, vice presidente degli Stati Uniti, venne condannato a 30 mesi di carcere per spergiuro e ostruzione della giustizia.
Il 5 gennaio 2009 veniva annunciato che il President Elect Barack Obama aveva designato l'ammiraglio in congedo Dennis Blair quale National Intelligence Director e Leon Panetta direttore della CIA. Il direttore David Petraeus, in carica dal settembre 2011, si è dimesso il 9 novembre 2012 a seguito di una relazione extraconiugale.

## Organizzazione e struttura
La CIA ha una struttura organizzativa molto complessa e piuttosto ramificata; secondo il sito web si dichiara ufficialmente di essere composta delle seguenti strutture:
- Offices of the Director
- Directorate of Analysis
- Directorate of Operations
- Directorate of Science & Technology
- Directorate of Support
- Directorate of Digital Innovation
- Mission Centers

### Uffici del direttore

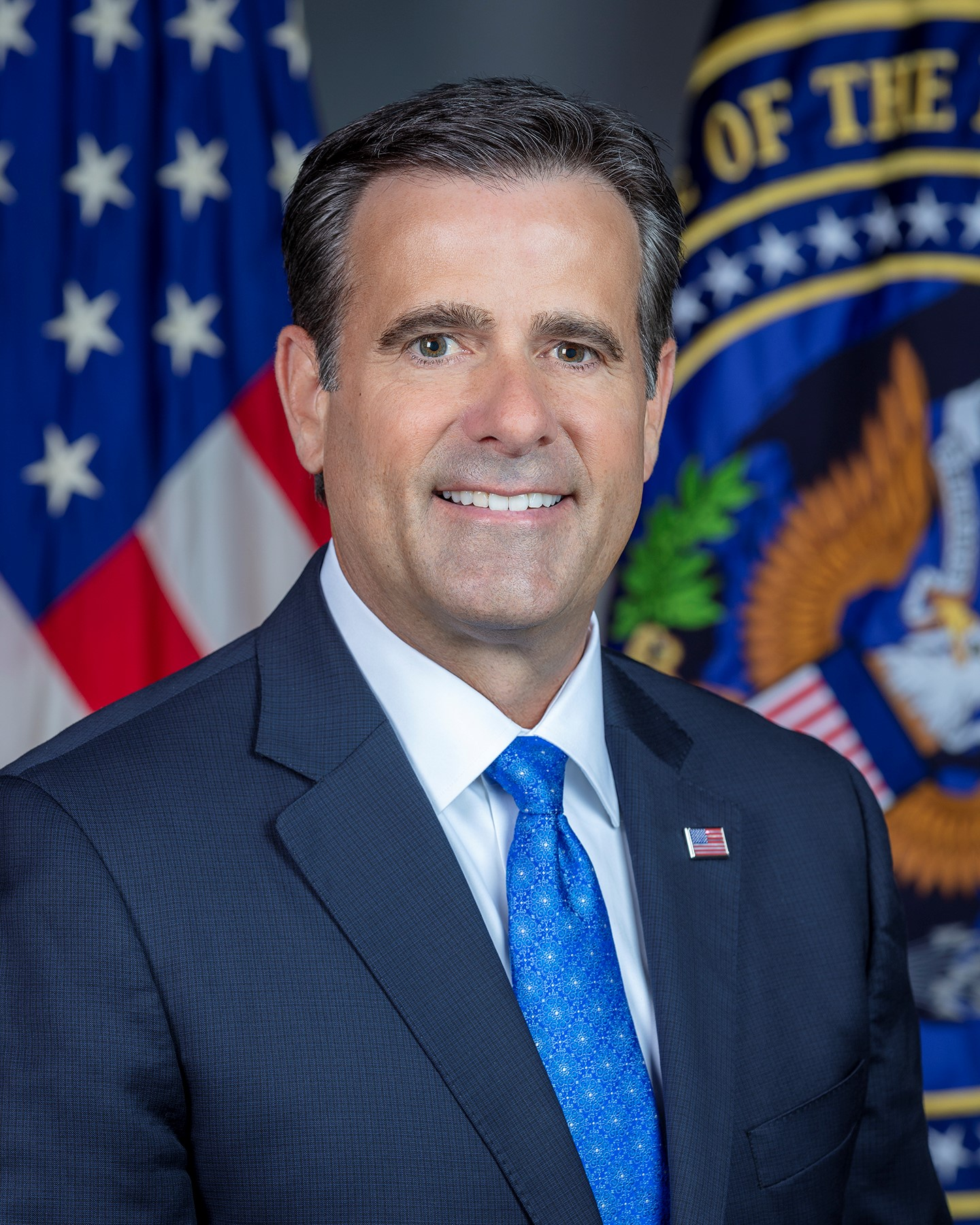
John Ratcliffe, attuale direttore della CIA

Alla direzione della CIA si trova il direttore, che è nominato dal Presidente degli Stati Uniti d'America, previa approvazione del Senato e che risponde direttamente al direttore dell'Intelligence Nazionale. Il direttore dell'agenzia ha il compito di dirigere e gestire le operazioni, il personale e i fondi federali a disposizione dell'agenzia. Altro compito è quello di svolgere da coordinatore di tutte le informazioni provenienti dall'HUMINT a disposizione di qualsiasi agenzia di intelligence statunitense, curando i rapporti tra queste, per quanto riguarda la gestione, l'utilizzo e le operazioni che derivano da informazioni di fonte umana. A fianco del direttore, con il compito di assisterlo nei suoi compiti, ci sono in primo luogo il Deputy Director e l'Executive Director e poi i vari responsabili dei diversi direttorati.
A lato della struttura di vertice appena descritta, vi sono altre funzioni ed uffici. I due incarichi di maggior rilievo sono il General Counsel e l'Inspector General. Il General Counsel è il consulente legale della CIA e del suo direttore in particolare; l'Inspector General, invece, è l'organo indipendente interno, a cui è affidato il compito di controllare le spese, le modalità e le tempistiche delle diverse operazioni. Oltre a questi due incarichi è importante la funzione del Director of Public Affairs, dell'Associate Director for Talent e del Director of the Center for the Study of Intelligence.

### Directorate of Analysis
Nel Directorate of Analysis viene effettuato lo studio delle informazioni ottenute dall'estero, soprattutto su questioni che riguardano gli obiettivi strategici e tattici assunti dalla CIA. Lo studio ha lo scopo di elaborare analisi, poi fornite agli organi politici del Paese, per poter prendere decisioni sulla base delle informazioni ottenute.

### Directorate of Operations
Il Directorate of Operations ha il compito di raccogliere le informazioni da fonte estera, ottenute da fonti HUMINT e/o da operazioni sotto copertura. Il nome fa riferimento a qualsiasi tipo di operazione, riflettendo il fatto che uno dei suoi compiti principali è proprio quello del coordinamento delle attività di intelligence di tutte le agenzie di sicurezza degli Stati Uniti Questo ufficio è organizzato sia per aree geografiche che per tipologia delle problematiche da seguire, anche se l'organizzazione precisa è segreta.
Il Directorate of Operations venne creato allo scopo di fermare la guerra intestina tra la CIA e il Dipartimento della Difesa per la supremazia nelle operazioni sotto copertura, dando il compito di gestire e coordinare tutte queste operazioni alla CIA. Dopo pochi anni, tuttavia, il Dipartimento della Difesa ha comunque creato al suo interno il Defense Clandestine Service (DCS), successivamente sottoposto al controllo della Defense Intelligence Agency (DIA).

### Directorate of Science & Technology
Il Directorate of Science & Technology ha la funzione di studiare e sviluppare concretamente gli avanzamenti tecnologici utili alle funzioni di intelligence dell'Agenzia. Molte delle innovazioni sviluppate da questo Direttorato sono state poi trasmesse alle altre Agenzie di intelligence statunitensi, e, una volta divenute di dominio pubblico, alle Forze Armate. Un esempio di tale processo è lo sviluppo dell'aereo Lockheed U-2: progettato fin dall'inizio come velivolo predisposto all'acquisizione di immagini fotografiche a grandi altitudini per aree geografiche come l'Unione Sovietica, è utilizzato dalla United States Air Force. All'interno di questo Direttorato esisteva uno speciale centro operativo dedicato all'analisi delle immagini raccolte dalle missioni di volo degli U-2, il National Photointerpretation Center (NPIC). Tale struttura è stata poi trasferita all'interno della National Geospatial-Intelligence Agency (NGA).

### Directorate of Support
Il Directorate of Support è quella struttura interna alla CIA dedicata all'amministrazione e a tutte quelle attività di supporto alle attività operative. Le funzioni ricoperte da questo ufficio hanno ad oggetto, fra le altre, la sicurezza, il personale amministrativo, gestionale e di servizio, le comunicazioni e la gestione finanziaria. Tali funzioni sono ognuna incardinata all'interno di un Ufficio specifico, con un proprio personale dedicato

### Directorate of Digital Innovation
Il Directorate of Digital Innovation, è l'ultimo Dipartimento della CIA ad essere stato istituito; concentra le sue attività sul settore della cyber intelligence. Inoltre, progetta, sviluppa, gestisce e controlla l'infrastruttura informatica dell'Agenzia, oltre a gestire e sviluppare l'integrazione tecnologica fra i diversi reparti e l'aggiornamento degli operatori.

### Mission Centers
I Mission Centers sono delle strutture organizzative esterne ai Direttorati e specializzati per "aree tematiche". Al suo interno si trovano operatori esperti nello specifico settore, in grado di interfacciarsi e migliorare l'efficienza delle operazioni condotte dai Direttorati. I Mission Centers sono i seguenti:
- Mission Center for Africa
- Mission Center for Counterintelligence
- Mission Center for Counterterrorism
- Mission Center for East Asia and Pacific
- Mission Center for Europe and Eurasia
- Mission Center for Global Issues
- Mission Center for Near East
- Mission Center for South and Central Asia
- Mission Center for Weapons and Counterproliferation
- Mission Center for Western Hemisphere.

## Funzioni e obiettivi
Il compito principale della CIA consiste nell'ottenere e analizzare le informazioni riguardanti la sicurezza nazionale provenienti da tutto il mondo e soprattutto da rapporti interpersonali (HUMINT), se necessario organizzando operazioni militari sotto copertura in territorio straniero. Essendo una delle agenzie principali della US Intelligence Community (IC), del'Intelligence Reform and Terrorism Prevention Act emanato nel 2004 risponde del proprio operato al direttore dell'Intelligence Nazionale (DNI) ed è soprattutto impegnata a comunicare i risultati delle sue attività al presidente degli Stati Uniti d'America e al suo Gabinetto. Per lo svolgimento delle sue funzioni, la CIA dispone di un ampio apparato militare segreto, resosi responsabile di diverse operazioni clandestine contro governi stranieri. La sede centrale si trova a Langley (Virginia) e il suo Direttore è John Ratcliffe in carica dal 23 gennaio 2025. A differenza dell'FBI, la polizia federale che opera in tutto il territorio nazionale, la CIA non ha alcuna funzione di polizia nel territorio degli Stati Uniti ed è principalmente impegnata nella raccolta di informazioni dall'estero. Anche se non è l'unica agenzia governativa statunitense specializzata nella raccolta e gestione di informazioni da fonte HUMINT, la CIA svolge il ruolo di coordinamento a livello nazionale di tutte le operazioni HUMINT dell'intero apparato di intelligence statunitense. Inoltre è l'unica agenzia governativa ad essere autorizzata per legge a compiere operazioni segrete all'estero per conto del Presidente. Ad esempio può compiere operazioni segrete per influenzare la situazione politica estera attraverso le sue divisioni tattiche, come la Special Activities Division.
Il bilancio federale relativo all'anno fiscale 2013, in merito alla CIA elenca cinque priorità:
- il contrasto al terrorismo, obiettivo prioritario a seguito dell'avvio della War on Terror;
- evitare la proliferazione di ordigni nucleari o di armi di distruzione di massa, con la Corea del Nord descritta come il Paese obiettivo principale e anche il più pericoloso;
- avvertire dei pericoli e informare i leader politici statunitensi sui più importanti eventi politici internazionali, con il Pakistan descritto come "obiettivo di difficile gestione";
- attuare operazioni di contrasto ad apparati di intelligence stranieri, elencando come obiettivi "prioritari" Cina, Russia, Iran, Cuba e Israele;
- avviare operazioni di cyber Intelligence.

## Operazioni famose

### Nord America
Negli anni cinquanta e sessanta, la CIA avviò un programma di ricerca sul controllo della mente chiamato Progetto MKULTRA, sia negli Stati Uniti che in Canada. Il progetto a Montreal includeva lo sviluppo di tecniche utilizzate da scienziati nazisti per influenzare e controllare il comportamento di determinate persone. Questi esperimenti, finanziati con 25 milioni di dollari, prevedevano anche tecniche di ipnosi, somministrazione di sieri della verità, droghe, messaggi subliminali e altri metodi di violenze psicologiche su cavie umane, tra cui numerosissimi pazienti psichiatrici.

### Centro e Sud America
Durante gli anni ’70 e ’80, la CIA sostenne l’Operazione Condor, una campagna multinazionale di repressione politica in Sud America. L'operazione fu lanciata ufficialmente nel novembre 1975 su richiesta del dittatore cileno Augusto Pinochet. Vi presero parte Argentina, Bolivia, Brasile, Cile, Paraguay, Perù e Uruguay. Implicava la cooperazione di intelligence tra gli Stati membri e l’assassinio di oppositori politici in esilio. La fase principale dell'operazione ebbe luogo tra il 1976 e il 1978. Le relazioni tra Cile e Argentina divennero tese nel 1978, portando infine al collasso dell'intera rete Condor, sebbene le operazioni continuarono negli anni '80. Gli Archivi del terrore hanno documentato il rapimento, la tortura, lo stupro e l'omicidio di almeno 763 persone, inclusi almeno 370 omicidi, come parte dell'operazione. Sebbene non si trattasse di un’operazione guidata dagli Stati Uniti, i documenti rilasciati rivelarono che la CIA sapeva molto dell'operazione.

### Europa
Nell'immediato secondo dopoguerra la CIA tentó di contenere e contrastare la diffusione del comunismo nell'Europa dell'est, dando supporto ai locali gruppi anticomunisti; ma nessuno di questi tentativi ebbe molto successo. Tentativi di provocare rivoluzioni in Ucraina e Bielorussia infiltrando spie anti-comuniste e sabotatori andarono incontro al totale fallimento. In Polonia la CIA spese parecchi anni inviando denaro e equipaggiamento ad un'organizzazione inventata e gestita dall'intelligence polacca.
L'agenzia ebbe più successo nei suoi sforzi di limitare l'influenza del comunismo in Francia e in Italia, soprattutto nelle elezioni politiche italiane del 1948. Dopo la seconda guerra mondiale, la CIA fu lo strumento attraverso cui si organizzò l'operazione Gladio, che portó alla costituzione di una rete segreta di organizzazioni militari anticomuniste nell'Europa occidentale. Negli anni 2000, nell'ambito dell'attività della CIA in Italia, si segnala in particolare il caso Abu Omar.

### Iran
Mentre l'Europa si andava stabilizzando lungo la cortina di ferro, la CIA negli anni cinquanta tentò di diminuire l'influenza sovietica nelle altre parti del globo, specialmente nel terzo mondo. Con l'incoraggiamento del direttore Allen Dulles, le operazioni clandestine divennero presto la componente dominante dell'organizzazione. Inizialmente si conclusero con grande successo: nel 1953 in Iran l'agenzia depose il governo democraticamente eletto di Mossadegh, dopo il suo tentativo di trattenere un quantitativo maggiore di riserve di petrolio del paese, rimuovendo l'influenza del forte Partito Comunista iraniano (Operazione Ajax). L'Iran considera la CIA come se fosse una vera e propria organizzazione terroristica.

### Guatemala
La storia del Guatemala è stata significativamente condizionata dalla guerra fredda, tra gli Stati Uniti e l'URSS. La CIA, con un piccolo gruppo di guatemaltechi formato prevalentemente da delinquenti ed ex carcerati, rovesciò nel 1954 il governo democraticamente eletto presieduto da Jacobo Arbenz Guzmán, dopo che il governo aveva espropriato della terra incolta a grandi possedimenti fondiari dell'élite economica, per redistribuirla alle masse più povere ai quali la terra era stata tolta nei secoli precedenti; inoltre il governo guatemalteco applicava una tassa alle multinazionali statunitensi ivi presenti. All'epoca, il Segretario di stato degli USA era John Foster Dulles e, a capo della CIA il fratello, Allen Dulles.
Il nome in codice di questa operazione della CIA fu Operazione PBSUCCESS. Il conseguente regime militare, iniziato dal dittatore Carlos Castillo Armas, un condannato a morte evaso quattro anni prima, causò 30 anni di guerra civile, che, dal 1960, portarono alla morte di 200.000 civili guatemaltechi. Secondo la Commissione per la verità sponsorizzata dall'ONU, le forze del governo e i paramilitari furono responsabili, durante la guerra, del 90% delle violazioni dei diritti umani. Durante i primi 10 anni, le vittime del terrore di stato furono principalmente studenti, lavoratori, professionisti e personalità dell'opposizione di qualsivoglia tendenza politica, ma negli ultimi anni vi furono migliaia di vittime fra i maya contadini e non-combattenti. Più di 450 villaggi maya vennero distrutti condannando alla diaspora oltre un milione di persone. Questo è considerato uno dei più tremendi eventi di pulizia etnica verificatisi nell'America Latina moderna. In certe aree, come Baja Verapaz, la Commissione per la Verità concluse che lo Stato guatemalteco avviò intenzionalmente una politica di genocidio contro determinati gruppi etnici. Nel 1957 la Columbia University di New York conferì al dittatore sanguinario Carlos Castillo Armas la laurea honoris causa.
L'opposizione popolare e la nascita della guerriglia nel 1960 costrinse il Paese, sempre sotto l'influenza della CIA, ad un susseguirsi di colpi di stato e governi non democratici. L'instabilità creata da queste operazioni condusse ad una guerra civile che si protrasse fino al 1996.

### Cuba
Le limitazioni alle operazioni coperte su larga scala divennero evidenti durante l'invasione organizzata dalla CIA a Cuba, nel 1961, alla Baia dei Porci. Il fallimento imbarazzò la CIA e gli Stati Uniti sul palcoscenico mondiale, visto che il presidente cubano Fidel Castro sfruttò l'insuccesso dell'invasione per consolidare il suo potere e legarsi strettamente all'Unione Sovietica. Ad ogni modo, la CIA tentò numerose volte di assassinare senza successo il capo di Stato cubano come parte della sua operazione Mongoose.

### Vietnam
Dopo l'episodio della Baia dei Porci le operazioni della CIA divennero meno ambiziose e si legarono strettamente alle operazioni militari statunitensi in Vietnam. Fra il 1962 e il 1975 la CIA organizzò nel Laos un gruppo noto come Esercito Segreto coordinando una flotta di aeroplani nota come Air America, per prendere parte nella guerra segreta in Laos, una parte della guerra del Vietnam.

### Cile
Nel 1970, dopo l'elezione del presidente socialista Salvador Allende, la CIA lavorò segretamente per impedirgli di assumere l'incarico attraverso la corruzione di ufficiali cileni. Questo tentativo fallì, cosicché l'agenzia cospirò per un colpo di Stato con le fazioni anti-Allende, ma alla fine il progetto abortì (progetto FUBELT).
Tre anni dopo Allende fu rovesciato dal leader militare Augusto Pinochet. Si sospettava che la CIA fosse dietro il colpo di Stato, sebbene niente sia stato completamente confermato o contraddetto. Il comitato Church, che investigò sul coinvolgimento statunitense in Cile durante questo periodo, stabilì che "non c'è alcuna chiara prova di diretta assistenza al colpo di Stato, nonostante molti indizi dimostrassero il contrario". Nel 2000 inoltre l'agenzia negò di aver supportato il golpe.
Il rapporto del comitato Church inoltre dimostrò che la CIA ebbe un ruolo preminente dopo il colpo di Stato del 1973: "lo scopo delle operazioni segrete immediatamente successive al golpe era di assistere la Giunta fascista nell'ottenere un'immagine più positiva, sia in patria che all'estero, e nel mantenere l'accesso alle leve di comando del governo cileno. Un altro scopo, in parte raggiunto col lavoro fatto presso l'organizzazione dell'opposizione prima del golpe, era di aiutare il nuovo governo a organizzare e implementare le nuove politiche. I fascicoli di progetto lo hanno documentato. I collaboratori della CIA erano implicati nel preparare un iniziale piano economico onnicomprensivo servito come base per le più importanti decisioni economiche della Giunta".

### Nicaragua
Nei primi anni ottanta, dopo la deposizione del dittatore Somoza in Nicaragua, la CIA sostenne economicamente, addestrò a forme di guerra non convenzionale e armò i Contras, forze in opposizione alla giunta sandinista marxista. Il Congresso statunitense approvò l'Emendamento Boland che proibiva ogni sostegno ai Contras. L'amministrazione Reagan violò l'emendamento usando i profitti della vendita di armi all'Iran per sostenere i Contras, dando inizio allo scandalo Iran-Contras. Parte della campagna della CIA per deporre il governo del Nicaragua includeva l'utilizzo di bombe nei porti nicaraguensi, armi che causarono l'affondamento di una nave mercantile. Questo fu provato da una decisione della Corte internazionale di giustizia nel caso Nicaragua contro Stati Uniti, in cui fu ordinato agli Stati Uniti di pagare le riparazioni al Nicaragua, ma gli USA ignorarono il verdetto della corte.

### L'11 settembre 2001 e le "extraordinary renditions"
Dopo l'11 settembre 2001, con la motivazione della lotta al terrorismo, la CIA ha effettuato numerose operazioni in Europa e in diversi Stati del mondo, conosciute come "extraordinary renditions". 
In Germania, nell'ambito di alcune inchieste giudiziarie sulle extraordinary renditions, nel febbraio 2007, i magistrati di Monaco di Baviera hanno richiesto l'arresto di 13 presunti agenti della CIA in relazione al sequestro del tedesco-libanese Khaled el Masri, con l'accusa di privazione della libertà e di aver provocato pericolose lesioni.

### Il rapimento di Abu Omar
La CIA venne coinvolta anche nel rapimento dell'imam egiziano Abu Omar, avvenuto a Milano il 17 febbraio 2003 con la presunta collaborazione di uomini del SISMI italiano. Nell'ambito di tali operazioni, ha inoltre utilizzato una rete di prigioni segrete, molte delle quali in Europa, come ammesso dal presidente Bush nel settembre 2006.
Per il sequestro di Abu Omar, nel dicembre 2006 la Procura di Milano ha rinviato a giudizio Nicolò Pollari, ex-direttore del SISMI, insieme ad altre 34 persone. Tra gli indagati rientrano 26 agenti della CIA, tra cui il capo dell'intelligence Usa in Italia, Jeff Castelli, e l'ex-capocentro di Milano, Robert Seldon Lady, ma alla fine il procedimento fu archiviato poiché non penalmente rilevante.
Il 16 febbraio 2007 Nicolò Pollari, Marco Mancini, altri funzionari del SISMI e 26 agenti della CIA, tra i quali, Robert Seldon Lady e Jeff Castelli, sono stati rinviati a giudizio per concorso in sequestro di persona riguardo al rapimento di Abu Omar. Il 28 febbraio 2007 gli Stati Uniti hanno dichiarato ufficialmente che non concederanno l'estradizione chiesta dal Ministero della Giustizia italiano per i 26 agenti della CIA accusati del rapimento.

## Aspetti controversi

### Assassinio di personalità politiche
Dopo il rapporto finale della commissione Church, l'uccisione di personalità politiche è stata espressamente e ufficialmente vietata dal presidente Gerald Ford con l'ordine esecutivo n. 11905 del 19 febbraio 1976. Tale organo accusò la CIA di aver tentato di uccidere Fidel Castro con vari espedienti dopo aver creduto che documenti e materiali di un ufficio CIA preposto a tale scopo fossero attività operative non autorizzate. Tale atto venne poi superato dall'ordine esevutivo n. 12036 del 26 gennaio 1978 emanato da Jimmy Carter e dall'ordine esecutivo n. 12333 del 04 dicembre 1981 di Ronald Reagan sebbene ambedue atti ribadissero il divieto di assassinare personalità, omettendo però l'aggettivo "politico", in un qualsiasi Stato del mondo. Nel 2001 tuttavia, durante la presidenza di George W. Bush una risoluzione congiunta del Congresso degli Stati Uniti autorizzó l'utilizzo della forza da parte del Presidente anche per assassinare terroristi o soggetti che tentassero di compiere tali atti.

### Collaborazione con ex nazisti
Tra le numerose critiche rivolte all'OSS prima, ed alla CIA poi, in parte confermate anche a seguito della desecretazione di documenti riservati statunitensi e britannici, vi è quella di aver aiutato, reclutato e perciò protetto, alcuni esponenti nazifascisti di alto grado dopo la fine della seconda guerra mondiale. Fra questi il generale Reinhard Gehlen, coinvolto anche nel complotto per l'attentato a Hitler del 20 luglio 1944, e che aveva diretto la sezione dei servizi di informazione della Wehrmacht addetta al controllo del fronte orientale e dell'Unione Sovietica. Al generale Gehlen, date le sue estese risorse informative sull'Unione Sovietica, fu concesso di mantenere intatta la sua rete di oltre 400 spie dopo la guerra al servizio degli Stati Uniti. L'organizzazione di Gehlen presto divenne una delle fonti primarie di intelligence durante la guerra fredda, e formò la base di quella che a partire dal 1956 divenne l'agenzia di intelligence tedesca, la Bundesnachrichtendienst (BND).
Da diversi documenti emersero forti sospetti relativi a un vasto piano organico, nel quadro della guerra fredda, organizzato dai servizi segreti USA, al fine di reclutare ufficiali tedeschi e nazisti anche di primo piano, già prima della fine del secondo conflitto mondiale
Tra i nazisti che sarebbero stati protetti o avrebbero collaborato con gli Stati Uniti, spiccano i nomi di Klaus Barbie, Eugen Dollmann, del colonnello Otto Skorzeny, il maggiore Karl Hass ed il capitano delle SS Theodor Saevecke, capo in Lombardia della SIPO-SD e responsabile sia della strage di Piazzale Loreto che dell'eccidio di Corbetta (Milano).

### Il traffico internazionale di droga
L'agenzia avrebbe avuto anche un ruolo diretto nel traffico internazionale di droga in vari Stati del mondo, come strumento di finanziamento a gruppi di interesse, tra i casi più famosi ci furono la compagnia aerea di copertura Air America che trasportava droga nel sud-est asiatico, in particolare durante la guerra del Vietnam e la guerra civile laotiana, le attività per il finanziamento ai contras in Nicaragua, e le attività di traffico riconducibili nell'area asiatica della regione detta mezzaluna d'oro nell'Asia meridionale.

### L'influenza nella politica internazionale
In un'intervista il Presidente della repubblica emerito Francesco Cossiga racconta di essere stato contattato da agenti della C.I.A. che lo "pregarono" di non investire dell'incarico di Presidente del Consiglio dei Ministri Giulio Andreotti, considerato dall'intelligence "aperto" nei confronti dell'Est.

## Cronologia dei direttori
- Sidney Souers, gennaio-giugno 1946
- Hoyt Vandenberg, 1946-1947
- Roscoe Hillenkoetter, 1947–1950
- Walter Bedell Smith, 1950–1953
- Allen W. Dulles, 1953–1961
- John McCone, 1961–1965
- William Raborn, 1965–1966
- Richard Helms, 1966–1973
- James R. Schlesinger, 1973
- William Colby, 1973–1976
- George H. W. Bush, 1976–1977
- Stansfield Turner, 1977–1981
- William Joseph Casey, 1981–1987
- William Webster, 1987–1991
- Robert Gates, 1991–1993
- R. James Woolsey, Jr., 1993–1995
- John M. Deutch, 1995–1996
- George J. Tenet, 1997–2004
- Porter J. Goss, 2004–2006
- Michael Hayden, 2006-2009
- Leon Panetta, 2009-2011
- Michael Morell, 2011 (ad interim)
- David Petraeus, 2011-2012
- Michael Morell, 2012-2013 (ad interim)
- John O. Brennan, 2013-2017
- Mike Pompeo, 2017-2018
- Gina Haspel, 2018-2021
- William Joseph Burns, 2021-2025
- John Ratcliffe, dal 2025

## Nella cultura di massa
In numerose opere cinematografiche e telefilm figura l'agenzia di spionaggio e membri fittizi dipendenti della stessa. Esempi sono The Bourne Identity, I tre giorni del Condor, Spy Game, Syriana, Sotto il segno del pericolo, Agente Cody Banks ed i film della serie di Natalie Price e Mission: Impossible. Il film The Good Shepherd - L'ombra del potere, diretto da Robert De Niro, è inoltre liberamente ispirato alla figura dell'agente James Angleton.
Inoltre la CIA e alcuni personaggi che interpretano i membri dell'agenzia compaiono nelle serie tv Nikita, Homeland - Caccia alla spia, Chuck, Alias,  Madam Secretary, Covert Affairs, Lioness e nel cartone animato American Dad!.
La CIA è presente anche in saghe videoludiche come Tom Clancy's Splinter Cell e Call of Duty.